# 港町ブルース
『港町ブルース』（みなとまちブルース）は、1969年4月15日に発売された森進一の12枚目のシングル。

## 解説
歌詞は雑誌『平凡』1969年2月号にて募集された。多くのご当地ソングは1か所の地名が登場するが、本曲は前年に森が全国各地の地名を歌いこんでヒットした「盛り場ブルース」の二匹目のドジョウを狙い、企画した渡辺プロダクションが「港町ブルース」というタイトルを決めた上で全国各地の地名を盛り込んだ歌詞を募集した。37528通の応募の中から7人の詞を部分的に選び、なかにし礼が補作して最終的な歌詞が決定した。日本音楽著作権協会（JASRAC）には「作詞：深津武志」と登録されているが、これは1番の歌詞の一部分の作詞者を代表として届け出たものである。
歌詞中には北海道函館市を皮切りとして、鹿児島県枕崎市まで日本列島を南下するように多くの港町が登場している。また、その町々に港湾があるのみでなく、函館、宮古、釜石、気仙沼、八幡浜、枕崎には「港町」と名の付く町名が実在する。なかにし礼によれば、神戸や横浜など大きな波止場を避け、漁港中心に登場させたという。また、日本海側の港町はレコード化された歌詞には入っていない。
発売されて2週間余りでオリコンチャートのベストテンに初登場し、5週にわたり1位にランクインされるなど、森のシングルでは最高の売上を記録し、ミリオンセラーとなった（なお売上については、230万枚、250万枚との報道もある）。
同年開催の「第11回日本レコード大賞」では大賞の最有力候補と目されたが、1票差で佐良直美の「いいじゃないの幸せならば」に敗れ、最優秀歌唱賞を受賞した。「第2回日本有線大賞」では大賞を受賞している。有線大賞は前年の「盛り場ブルース」に次いで2年連続である。「第20回NHK紅白歌合戦」では2回目の出場にして白組のトリを務めた。
1975年3月にはラジオ放送を含めたNHK放送開始50周年の記念式典がNHKホールにて行われ、特別来賓として出席した昭和天皇・皇后を前に森が本楽曲を披露した。当日は天覧歌唱という舞台でもあった為か、森は1番と2番の歌詞を一部間違え、番ごとに変わるはずの地名の箇所を「宮古 釜石 気仙沼」と2回繰り返して歌ってしまうアクシデントがあった。
2000年、宮城県気仙沼市内の港ふれあい公園に本楽曲の歌碑が建立され、除幕式には森自身も参加した。歌碑の前に立つと森が歌う本楽曲の2番までが流れる仕組みで、碑に彫られた歌詞は「気仙沼」の文字列のみがほかの言葉よりもやや大きく刻まれたものである。2011年3月11日に発生した東日本大震災では津波により被害にあったが流失はしなかった。しかし、歌碑は再建されることになり、約150メートル東南方向に場所を移し、2022年8月6日に除幕式が行われた。
2011年末の第62回NHK紅白歌合戦では、東日本大震災復興支援をテーマとして1969年以来42年ぶりに同曲を歌唱した。

## 収録曲
- 両楽曲共に、作曲：猪俣公章

1. 港町ブルース（4分9秒）
作詞：深津武志／補作詞：なかにし礼／編曲：森岡賢一郎
2. 女の四季（4分7秒）
作詞：丹古晴己／補作詞：村上千秋／編曲：猪俣公章

## 登場する港町
- 1番：函館（北海道）
- 2番：宮古・釜石（岩手県）、気仙沼（宮城県）
- 3番：三崎（神奈川県）、焼津・御前崎（静岡県）
- 4番：高知（高知県）、高松（香川県）、八幡浜（愛媛県）[注 1]
- 5番：別府（大分県）、長崎（長崎県）、枕崎（鹿児島県）
- 6番：鹿児島（鹿児島県）

なお、当初『平凡』で発表した入選歌詞は8番まであり、横浜（神奈川県）、新潟・柏崎（新潟県）、下関（山口県）も登場していた。また当時は沖縄返還前であったためか沖縄県の地名は入っていないが、6番に将来の返還を匂わせるような歌詞がある。

## カバー
- ザ・ピーナッツ - 『ザ・ピーナッツ カヴァー・ヒッツ〜わたしの城下町』収録
- 西田佐知子 - 『西田佐知子歌謡大全集』収録
- 藤圭子 - 『GOLDEN☆BEST 藤圭子 ヒット&カバーコレクション 艶歌と縁歌』収録
- 三橋美智也 - 『哀愁演歌』収録
- 春日八郎 - 『春日八郎演歌百選』収録
- 石川さゆり  - 『火の国へ/砂になりたい』収録
- 森昌子
- 八代亜紀
- 坂本冬美
- 桑田佳祐（2014年） - DVD・BD『昭和八十八年度! 第二回ひとり紅白歌合戦』収録。
- テレサ・テン - 日本語でのカバーのほか、以下のバージョンがある。
  - 「誰來愛我」（中国語） - 1971年1月、『鄧麗君之歌第十九集』(台湾・宇宙唱片＜宇宙レコード＞、AWK-047）収録。
  - 「心酸孤單女」（台湾語）
  - 「苦海女神龍」（台湾語） - 邱蘭芬と西卿も同タイトルでカバー。
  - 「Kau Tinggalkan Daku」（インドネシア語） - 1977年、『Kau Selalu Dihatiku』（インドネシア・Indra Record）収録。
- その他の中国語カバー例
  - 美黛「愛的四季」 - 1969年、台湾・合眾唱片（合眾レコード）『誰來陪伴我[8]』収録。
  - 姚蘇蓉「失去的夢」 - 1970年、台湾・海山唱片（海山レコード）『家在台北[9]』収録。
  - 包娜娜「誰來愛我」 - 1971年、台湾・麗歌唱片（麗歌レコード）『包娜娜之歌第五集[10]』収録。
  - 林秀雲「願你不要離去」 - 1972年の映画『我心碎了[11]』同名のアルバムに収録。
  - 華娃「苦相思」 - 1974年、香港・娛樂唱片（Crown Records Limited）『香港無線電視台長編電視劇 芸娘 插曲[12]』収録。
- 荘学忠（マレーシア） - 「谁来爱我」の曲名で北京語カバー。
- ดาวใจ ไพจิตร  - (タイ語) 1975年「ทำไมทำฉันได้」または「ทำไมถึงทำกับฉันได้」

## 映画
本曲を題材とする歌謡映画『夜の歌謡シリーズ 港町ブルース』が、1969年7月8日に東映系で公開。『夜の歌謡シリーズ』第6作だが、初の女優主演となる。
本人役で特別出演の森進一は、わずか二シーンの出演でギャラ100万円。
なおシリーズ次作『夜の歌謡シリーズ 悪党ブルース』は、川内康範の『悪党』を原作とし、青江三奈の『気まぐれブルース』をテーマ曲とするため、人気歌謡を題材にしたシリーズは本作で一旦中断する。

### スタッフ
- 企画 - 園田実彦、安斉昭夫
- 脚本 - 成沢昌茂
- 監督 - 鷹森立一
- 撮影 - 中島芳男
- 美術 - 江野慎一
- 音楽 - 八木正生
- 録音 - 井上賢三
- 照明 - 銀屋謙蔵
- 編集 - 祖田富美夫
- スチル - 藤井善男

### 出演者
- 和泉りん子 - 野川由美子
- 和泉てい - 浦辺粂子
- 小川孝司 - 谷隼人
- 野呂勝行 - 待田京介
- 野呂善之助 - 十朱久雄
- 野呂芳子 - 北城真記子
- 福本まつの - 織田英子
- 天野 - 谷本小夜子
- 竜野富美子 - 賀川雪絵
- 細井チヤ子 - 山口火奈子
- 佃寄子 - 小林千枝
- 牧師 - 佐藤晟也
- 売春婦 - 早瀬千香子
- 刑事 - 河合絃司、中島信義
- ダンプの運転手 - 小林稔侍
- 森進一 - 森進一
- 城戸俊夫 - 梅宮辰夫

### 同時上映
『日本暴力団 組長』
- 脚本 - 神波史男、深作欣二、長田紀生 / 監督 - 深作欣二 / 主演 - 鶴田浩二